# Tempo di Passione

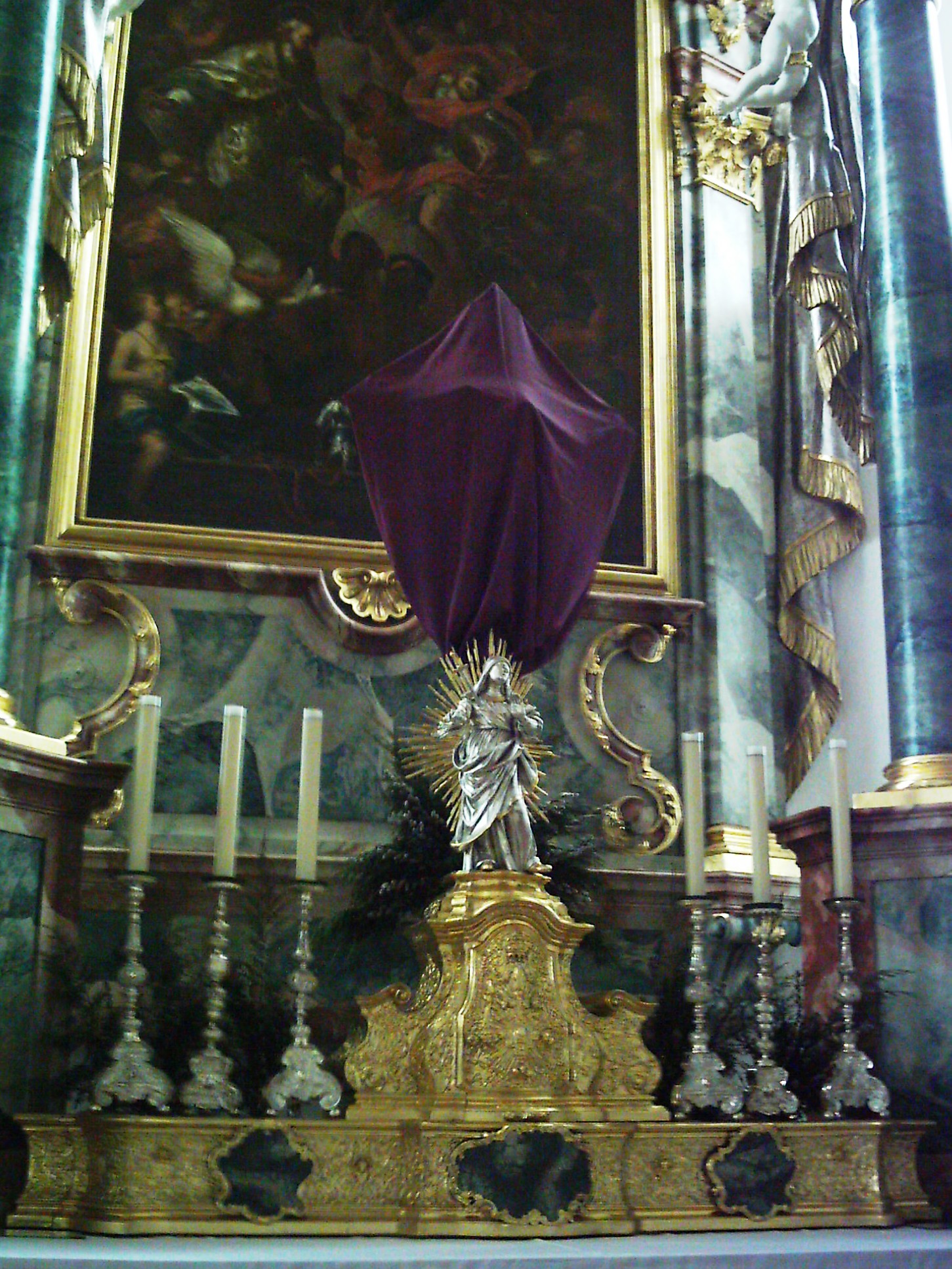
Crocifisso velato nella chiesa parrocchiale di San Martino a Tannheim, in Germania

Il Tempo di Passione è un tempo liturgico penitenziale distinto, nel Codice delle Rubriche del Breviario e del Messale Romano del 1960 promulgato dal papa Giovanni XXIII, dal Tempo quaresimale in senso stretto, due tempi che congiuntamente costituiscono il Tempo quaresimale in senso largo riconosciuto dallo stesso documento.

## Caratteristiche
Costituisce la parte finale e più austera della Quaresima. Ha una durata di due settimane: Inizia con i Primi Vespri di ciò che nel Messale Romano di Giovanni XXIII (1962) è denominato Domenica I della Passione (nelle edizioni anteriori chiamata Domenica di Passione) e termina prima della messa della Veglia Pasquale). Comprende perciò la Domenica delle Palme e la Settimana Santa.
Il colore liturgico di questo tempo liturgico è il violaceo, ma rosso per la benedizione e la processione delle palme nella Domenica delle palme, bianco nella Messa nella Cena del Signore, e nero nella solenne azione liturgica del Venerdì santo.
Come nel resto della Quaresima e nel tempo di Settuagesima, non si canta nella messa né il Gloria in excelsis Deo, né l'Alleluia acclamazione al Vangelo, che è sostituito dal tratto, tipico dei tempi penitenziali. Inoltre non si recita nemmeno la dossologia minore (Gloria Patri) conclusivo di ogni salmo, né nella Liturgia delle ore né nella messa. (Nella messa tridentina si recitano due salmi: il Salmo 42 nelle preghiere ai piedi dell'altare, che però è omesso nel tempo di Passione, e il Salmo 25 al Lavabo, e inoltre il versetto dell'introito è preso dai Salmi e pertanto si conclude con il Gloria Patri, che si omette nel tempo di Passione).
Durante la maggior parte del tempo di Passione nelle chiese si velano i Crocifissi con un panno di colore violaceo. Secondo la circolare Paschalis sollemnitatis del 6 gennaio 1988 il velo può essere anche di colore rosso. Le statue e le immagini dei santi possono essere velate o temporaneamente rimosse.
Nell'edizione 1962 del Messale Romano si indica come prefazio del Tempo di Passione il "Prefazio della Santa Croce". Nelle edizioni anteriori lo stesso prefazio appariva come "Della Passione e della Santa Croce". Nelle edizioni posteriori il "Prefazio I della Passione del Signore" si usa nella quinta settimana di Quaresima, e il "Prefazio II della Passione del Signore" nei primi tre giorni feriali della Settimana Santa.